# FIFA 19
FIFA 19 je fotbalová videohra, vyvinutá studiem Electronic Arts. Hra byla vydána 28. září 2018 pro platformy Microsoft Windows, PlayStation 3, PlayStation 4, Xbox One, Xbox 360 a Nintendo Switch. Jedná se o 26. díl série FIFA.
Hra poprvé obsahuje klubové soutěže UEFA. Hráč si tak může zahrát Ligu mistrů UEFA, Evropskou ligu UEFA, či Superpohár UEFA. Hlavními komentátory ve hře jsou Martin Tyler a Alan Smith. Nově se ve hře objevuje komentátorská dvojice Derek Rae a Lee Dixon, kteří komentují zápasy soutěží UEFA. 29. května 2019 přibylo ve hře Mistrovství světa ve fotbale žen 2019. Ve hře se taktéž nachází poslední díl z trilogie režimu Cesta, s názvem Cesta: Šampióni. Do hry byla nově přidána Čínská Super Liga. V režimu Výkop jsou obsaženy nové herní módy - vlastní pravidla: bez pravidel, z dálky, hlavičky a voleje, přežití a první, kdo... 
Na obale hry pro základní edici se nachází portugalský útočník Cristiano Ronaldo, který před začátkem sezóny 2018/2019 přestoupil z Realu Madrid do Juventusu. Na obale Champions edice se objevil Ronaldo společně s brazilským útočníkem Neymarem Jr. V únoru 2019 byl představen nový obal hry, na kterém se společně s Neymarem nachází argentinský záložník/útočník Paolo Dybala a belgický záložník Kevin de Bruyne.

## Hratelnost
Hratelnost hry byla obohacena o lepší a přirozenější pohyb hráčů, lepší obranné zákroky, nový systém zpracování míče, lepší fyziku míče a trajektorii střel. Ve hře je přidána i možnost změn taktiky a herního plánu pro mužstvo.

## Cesta
Ve FIFĚ 19 se nachází třetí a zároveň poslední díl z trilogie režimu Cesta (The Journey), s názvem Cesta: Šampióni (The Journey: Champions). V něm 3 hlavní postavy Alex Hunter, Danny Williams a Kim Hunterová prožívají svou fotbalovou slávu, která pro ně začíná přátelskými zápasy a předsezónním turnajem v Tokiu a končí až finálním zápasem Ligy mistrů UEFA a Mistrovství světa ve fotbale žen. Začátek režimu se věnuje zápasu Jima Huntera proti Coventry City FC, ve kterém Jim vstřelí z rohového kopu svůj 100. gól v kariéře. Na konci režimu si lze zahrát přátelské utkání v pouličním fotbale za tým, složený ze všech 3 hlavních hrdinů proti týmu ve složení Rio Ferdinand, Thierry Henry a Alex Morganová. Ve režimu se také nachází řada známých světových fotbalistů, se kterými mají hlavní hrdinové možnost se setkat, pohovořit a spřátelit. Mezi ně patří např. Kevin de Bruyne, Paolo Dybala, Neymar Jr. nebo Alex Morganová.

## Ultimate Team
V Ultimate Teamu se nachází celkem 73 ikon. Pro tento ročník přibylo 10 nových. Mezi ně patří Fabio Cannavaro, Roberto Baggio, Rivaldo, Johan Cruyff, Steven Gerrard, Frank Lampard, Eusébio, Raúl, Clarence Seedorf a Claude Makélélé.[zdroj⁠?!]
Novým herním režimem v Ultimate Teamu je Division Rivals. Jedná se online sezónní soutěž se systémem pořadí a soupeření postavené na hodnocení dovednosti a na umístění v divizi.

## Licence
Ve hře se nachází 55 národních týmů, přes 25 licencovaných lig, přes 700 klubů a více než 15 000 hráčů. Poprvé se zde objevila Čínská Super Liga. Kvůli problémům s licencí je italská Serie A přejmenována na Calcio A. Ve hře již není Ruská Premier Liga. Jediné ruské týmy, které zůstaly zachované, jsou CSKA Moskva, Spartak Moskva a Lokomotiv Moskva. Nově se do hry dostaly týmy Dinamo Záhřeb, Dynamo Kyjev, Slavia Praha a Viktoria Plzeň. Brazilský tým Boca Juniors, který podepsal smlouvu se společností Konami, je ve FIFĚ uveden jako Buenos Aires FC. Ze stejných důvodů je chilský tým Colo-Colo přejmenován ve FIFĚ na CD Viñazur. Neúplná je kvůli smlouvě některých týmů s Konami Campeonato Brasileiro Série A. Ve hře chybí brazilská mužstva São Paulo, Palmeiras, Corinthians, Flamengo a Vasco da Gama. Brazilská liga je tak tvořena pouze 15 kluby, v nichž žádný z hráčů není licencovaný. Taktéž brazilský národní tým je složený nelicencovaných hráčů, přitom znak a dresy jsou licencované. Jediný licencovaný hráč v mužstvu je Neymar Jr.
V Ultimate týmu není možné získat ani hrát s hráči z brazilské ligy. Ve hře je přidán i tým z MLS FC Cincinnati, s nímž ale není možnost si zahrát ani ve svém týmu neobsahuje žádné hráče.
Ve hře přibylo 23 nových licencovaných stadiónů. Mezi ty, které se zde představily poprvé, patří Tottenham Hotspur Stadium (Tottenham Hotspur), Otkrytije Arena (Spartak Moskva), Craven Cottage (Fulham), Molineux Stadium (Wolverhampton Wanderers), Cardiff City Stadium (Cardiff City, Velšská fotbalová reprezentace), Parc Olympique Lyonnais (Olympique Lyon), Mercedes-Benz Stadium (Atlanta United), Coliseum Alfonso Peréz (Getafe), ABANCA-Balaídos (Celta Vigo), ABANCA-Riazor (Deportivo La Coruña), Benito Villamarín (Real Betis), Ciudad de Valencia (Levante), La Rosaleda (Málaga), San Mamés (Athletic Bilbao), Estadio de Anoeta (Real Sociedad), Estadio de Gran Canaria (UD Las Palmas), Mendizzorroza (Alavés), Estadio de Montilivi (Girona), Estadio de la Cerámica (Villareal), Municipal de Butarque (Leganés), Municipal de Ipurúa (Eibar), RCDE Stadium (RCD Espanyol) a Ramón Sánchez Pizjuán (Sevilla). Stadióny Signal Iduna Park (Borussia Dortmund) a Mestalla (Valencia) byly do hry znovu přidány.